# 七子山
七子山，是位于苏州市西南部的一座小山，海拔294.6米，越溪街道、横泾街道交界。它因为山顶上有七个土墩石室而被称为七子山。它在古书中有多个名称：横山、踞湖山、荐福山、五坞山等。此外，此地还是苏州市垃圾填埋场及垃圾焚烧发电厂的所在地。南面的旺山村是生态景区和农家乐旅游区。